# Galdr
Galdr (plural galdrar) é um termo em nórdico antigo para denominar feitiço ou encantamento. Estes geralmente eram realizados em combinação com certos ritos.  Foi dominado por mulheres e homens. Sendo como uma forma de magia cantada, que nas fontes literárias escandinavas mostram que eram utilizadas para cura, adivinhações, proteções e malefícios.

## Prática
Os praticantes de Galdr eram especialmente chamados de galdramaður. O galdr foi muito utilizado para facilitar as mulheres em seus trabalhos de parto, mas também foram notavelmente usados para trazer a loucura para outra pessoa. Além disso, foi também citado na Laxdæla saga que um mestre em magia Kotkell utiliza o Galdr para levantar tempestades, fazendo navios distantes afundarem. Também utilizados para tornar espadas cegas, tornar uma armadura mais leve e decidir as vitórias ou a derrotas de batalhas. 